# Longwen
Longwen är ett stadsdistrikt i staden Zhangzhou på prefekturnivå i provinsen Fujian i sydöstra Kina.

## Administrativ indelning
Longwen är indelat i fem stadsdelsdistrikt och en Kinas köpingar.
Stadsdelsdistrikt (jiedao):

- Bihu (碧湖街道)
- Buwen (步文街道)
- Chaoyang (朝阳街道)
- Jingshan (景山街道)
- Lantian (蓝田街道)

Köpingar (zhen):

- Guokeng (郭坑镇)